# Indre London
Indre London (engelsk: Inner London) er en betegnelse på de 12 bydele i Greater London som udgør London by. Til 1965 udgjorde området grevskabet London. Undtaget er North Woolwich, som blev overført til Newham og dermed tilhører ydre London. Begrebet bruges i en mere begrænset og urformel forstand om et mindre område i indre bykerne og da gerne i forbindelse med omtale af storbyproblemer.
Bydelene er: Camden, Greenwich, Hackney, Hammersmith and Fulham, Islington, Kensington and Chelsea, Lambeth, Lewisham, Southwark, Tower Hamlets, Wandsworth og Westminster. City of London administreres ikke som en del af Greater London, men i enkelte sammenhænge regnes denne selvstændige by også med, fordi visse tjenester udføres i samarbejde.
Newham har søgt om at blive omdefineret fra ydre til indre London. Årsagen er, at der gives specielle statslige tilskud til bydelene i indre London for at takle storbyproblemer, og bydelsrådet i Newham mener, at bydelen slider lige meget med disse problemer som dem i indre London.
Specielt i forhold til befolkningsstatistik bruges en anden definition, hvor Haringey og Newham er med, mens Greenwich regnes til ydre London.
51°30′30″N 0°07′31″V / 51.5083°N 0.1253°V